# Карл Фремптон
Карл Фремптон (англ. Carl Frampton), нар. 21 лютого 1987 Белфаст, Північна Ірландія, Велика Британія) —  британський професійний боксер, що виступає у напівлегкій вазі (англ. featherweight). Колишній  чемпіон світу в другій легшій за версіями IBF (2014 — 2016), WBA (2016) та в напівлегкій за версією WBA(Super) (2016 —2017) вагових категоріях. Боксер року за версією журналу The Ring (2016).

## Аматорська кар'єра
Як любитель, Фремптон боровся за клуб Midland Boxing і виграв титул чемпіона Ірландії у ваговій категорії до 54 кг в 2005 році і чемпіона Ірландії у ваговій категорії до 57 кг у 2009 році, перемігши Девіда Олівера Джойса в фіналі.
Він також взяв срібну медаль на чемпіонаті Європейського Союзу 2007 року в Дубліні, програвши французові Джелкіру Кедафі в фіналі. Фремптон є одним з найуспішніших боксерів-любителів Ірландії останніх років, вигравши понад 100 поєдинків і програвши всього 8 разів.

## Професіональна кар'єра

### Друга легша вага
Карл Фремптон дебютував на професійному рингу в червні 2009 року у ваговій категорії до 55,3 кг. У 8-му поєдинку Фремптон завоював регіональний титул Celtic за версією (BBBofC).
10 вересня 2011 року в своєму 12-му поєдинку Карл Фремптон завоював титул чемпіона Співдружності.
У травні 2012 року переміг небитого раніше мексиканця Рауля Хіралеса (16-0) і завоював вакантний інтерконтинентальний титул чемпіона за версією IBF.
У наступному бою, який Фремптон провів 22 вересня 2012 року , Карл нокаутував колишнього чемпіона світу канадця Стіва Молітора.
Фремптон проти Мартінеса I.
Перший бій у протистоянні ірландця Фремптона з іспанцем Кіко Мартінесом відбувся 9 лютого 2013 року. Агресором у цій сутичці виступав іспанець. Він уже з перших раундів ішов уперед та пресингував суперника, але Фремптон, грамотно діючи на відходах, був більш точний та попадав частіше свого суперника. Неочікувана розв'язка настала у дев'ятому раунді, коли правий короткий удар Фремптона попав у щелепу Мартінеса. Іспанець з великими зусиллями піднявся, однак рефері вирішив поберегти боксера та зупинити бій. Незважаючи на перемогу в цьому бою, Карл Фремптон не так швидко завоював повноцінний чемпіонський титул, як у майбутньому його суперник.
4 квітня 2014 року Фремптон нокаутував колишнього чемпіона світу мексиканця Уго Касареса.
Фремптон проти Мартінеса II.
6 вересня 2014 відбувся матч-реванш між боксерами, але він проходив у дещо іншому статусі. Кіко Мартінес, який програв перший їхній бій, став чемпіоном світу за версією IBF та проводив вже свій третій захист титулу. Для Фремптона це був перший чемпіонський бій у кар'єрі. Вже в п'ятому раунді Мартінес опинився в нокдауні після пропущеного через руку правого удару. Британець впевнено провів увесь бій та здобув заслужену перемогу за рішенням суддів 119—108, 119—108, 118—111.
27 лютого 2016 року в об'єднавчому поєдинку за титули IBF і WBA Super у другій легшій вазі завдав першої поразки в кар'єрі британцеві Скотту Квіггу, перемігши його розділеним рішенням суддів.
Після цього піднявся у наступну вагову категорію.

### Напівлегка вага
Фремптон проти Лео Санта-Круса I.
30 липня 2016 року переміг за очками (114-114, 116-112, 117-111) у Брукліні фаворита, який до цього не мав поразок, мексиканця Лео Санта-Круса, і став чемпіоном світу в другій для себе ваговій категорії.
Фремптон проти Лео Санта-Круса II.
28 січня 2017 року програв в реванші за очками (114-114, 115-113, 115-113) Лео Санта-Крусу. Перша поразка Фремптона.
21 квітня 2018 року в бою з зірковим філіппінцем Ноніто Донером виграв за очками титул "тимчасового" чемпіона WBO.
У першому захисті титулу переміг технічним нокаутом у 9 раунді непереможного австралійця Люка Джексона. В наступному поєдинку за титул IBF поступився за очками непереможному британцю Джошу Воррінгтону.
30 листопада 2019 року легко розібрався з американцем Тайлером Маккрірі — тричі 100-88.
3 квітня 2021 року в бою за титул чемпіона WBO у другій напівлегкій вазі Фремптон, двічі побувавши у нокдаунах, програв технічним нокаутом діючому чемпіону Джеймелу Геррінгу (США), після чого оголосив про завершення боксерської кар'єри.